# Kengo Tsutsumi
Kengo Tsutsumi (japanisch 堤 健吾 Tsutsumi Kengo; * 8. März 1978 in der Präfektur Ōita) ist ein japanischer Fußballspieler.

## Karriere
Tsutsumi erlernte das Fußballspielen in der Universitätsmannschaft der Kokushikan-Universität. Seinen ersten Vertrag unterschrieb er 2000 bei YKK (heute: Kataller Toyama). Am Ende der Saison 2008 stieg der Verein in die J2 League auf. Ende 2010 beendete er seine Karriere als Fußballspieler.